# Seznam zahraničních cest Petra Pavla

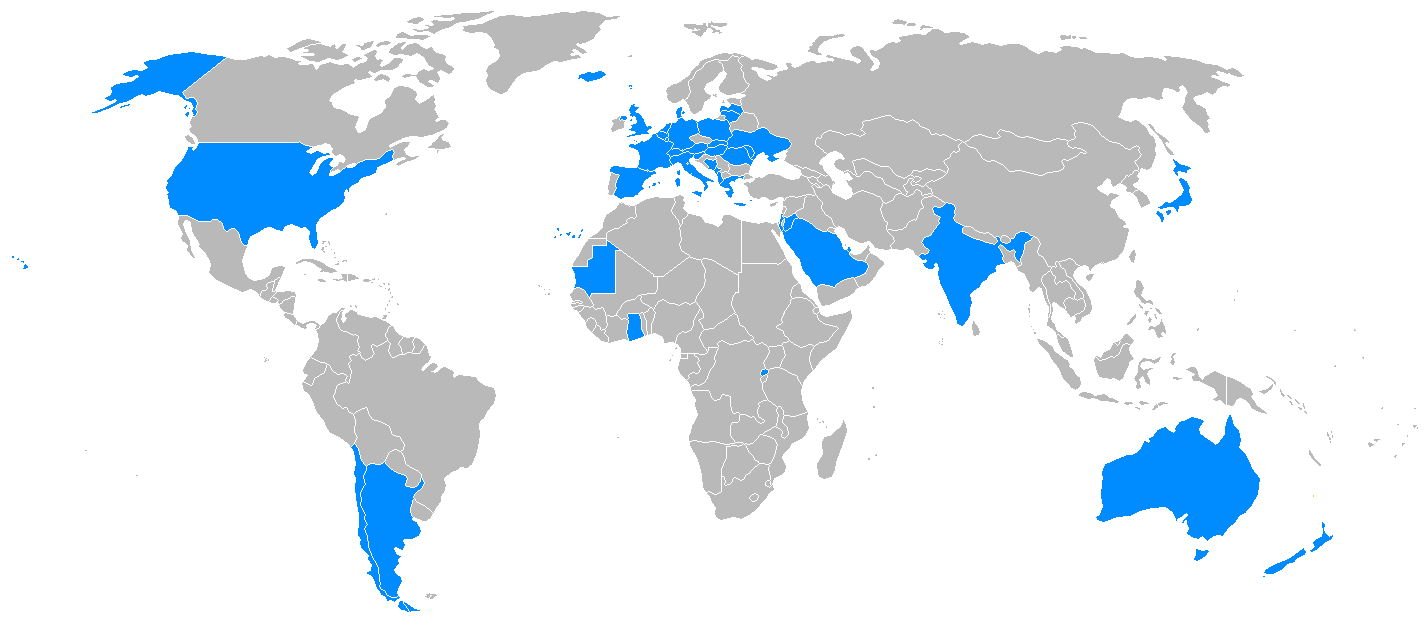
Země navštívené prezidentem Petrem Pavlem

Toto je seznam zahraničních cest Petra Pavla, čtvrtého prezidenta České republiky, v jeho funkčním období od roku 2023.
Po své inauguraci v březnu 2023 avizoval nový prezident, že v prvních sto dnech svého mandátu navštíví všechny sousední země a navštíví i Ukrajinu či Brusel. Jeho první zahraniční cestou pak byla tradiční návštěva Slovenska, kde se setkal se Zuzanou Čaputovou, prezidentkou Slovenské republiky. Za rok 2023 absolvoval čtrnáct zahraničních cest, z toho dvakrát navštívil Slovensko, Belgii a Francii. Na rozdíl od předchozích představitelů státu se snaží cestovat více ekologicky a ke kratším cestám využívá vlak. Při absolvování delších cest pak v několika případech užil se Zuzanou Čaputovou společné letadlo.
Od března 2023 podnikl Pavel své zahraniční cesty do těchto zemí:
- 1 návštěva: Dánsko, Ghana, Island, Itálie, Izrael, Katar, Lotyšsko, Lucembursko, Mauritánie, Rwanda, Polsko, Spojené království, Spojené státy americké, Švýcarsko, Ukrajina
- 2 návštěvy: Belgie, Francie, Litva, Rakousko, Slovensko,
- 3 návštěvy: Německo, Francie

## 2023
| Poř. | Země                   | Místo                                          | Datum                  | Typ návštěvy | Průběh | Fotografie | Ref.                        |
| ---- | ---------------------- | ---------------------------------------------- | ---------------------- | ------------ | --- | ---------- | --------------------------- |
| 1.   | Slovensko              | Bratislava                                     | 13.–14. března         | oficiální    | Setkání s prezidentkou Zuzanou Čaputovou, uctění památky obětí střelby v klubu Tepláreň a Jana Kuciaka a Martiny Kušnírové, setkání s předsedou Národní rady Borisem Kollárem a členy nevládních organizací. |            | [ 5 ]                       |
| 2.   | Polsko                 | Varšava, Řešov                                 | 16.–17. března         | oficiální    | Setkání s prezidentem Andrzejem Dudou, předsedkyní Sejmu Elżbietou Witekovou a předsedou vlády Mateuszem Morawieckim. |            | [ 6 ] [ 7 ] [ 8 ]           |
| 3.   | Německo                | Berlín                                         | 21. března             | pracovní     | Setkání s prezidentem Frankem-Walterem Steinmeierem, kancléřem Olafem Scholzem a bývalým prezidentem Joachimem Gauckem, návštěva Berlínské zdi a setkání s českými krajany. |            | [ 9 ] [ 10 ] [ 11 ]         |
| 4.   | Belgie                 | Brusel                                         | 19.–21. dubna 2023     | pracovní     | Jednání s generálním tajemníkem NATO Jensem Stoltenbergem, návštěva Evropské školy, setkání s bývalými spolupracovníky a jednání s předsedou vojenského výboru NATO Robem Bauerem, předsedou Evropské rady Charlesem Michelem a předsedkyní Evropského parlamentu Robertou Metsolou. |            | [ 12 ] [ 13 ] [ 14 ]        |
| 5.   | Ukrajina               | Kyjev, Buča, Boroďanka, Dněpropetrovská oblast | 27.–30. dubna 2023     | pracovní     | Cesta společně se slovenskou prezidentkou Zuzanou Čaputovou. Setkání s prezidentem Volodomyrem Zelenským, premiérem Denysem Šmyhalem a vůdci tatarsko-krymského národa, návštěva míst Buča a Boroďanka postižených válkou. |            | [ 15 ] [ 16 ]               |
| 6.   | Spojené království     | Londýn                                         | 4.–6. května           | pracovní     | Účast na korunovaci krále Karla III. a Camilly Britské, přednáška na Královské akademii obrany, setkání s českými krajany a uctění památky zesnulých českých letců na hřbitově v Brockwoodu. |            | [ 17 ] [ 18 ] [ 19 ]        |
| 7.   | Dánsko, Island         | Kodaň, Reykjavík                               | 15.–17. května         | pracovní     | Cesta společně se slovenskou prezidentkou Zuzanou Čaputovou. Jednal s dánskou premiérkou Mette Frederiksen a dánskou královnou Markétou II. a korunním princem Frederikem. Prezident přednesl projev na Copenhagen Democracy Summit. V Reykjavíku se účastnil čtvrtého summitu Rady Evropy, kde absolvoval bilaterární jednání s islandským, lotyšským, rumunským, řeckým a finským prezidentem. Zpátečním letadlem se vracel se Zuzanou Čaputovou, Alexanderem Van der Bellenem a Maiou Sandu. |            | [ 4 ] [ 20 ] [ 21 ]         |
| 8.   | Slovensko              | Bratislava                                     | 6.–7. června           | pracovní     | Pracovní cesta na setkání prezidentů B9 v Bratislavě. Prezident navštívil též prezidentku SR Zuzanu Čaputovou a vojáky českého kontingentu ve výcvikovém centru v Lešti. |            | [ 22 ] [ 23 ] [ 24 ]        |
| 9.   | Rakousko               | Vídeň                                          | 31. května – 1. června | oficiální    | Setkání s rakouským prezidentem Alexanderem Van der Bellenem a předsedou Národní rady Rakouska Wolfgangem Sobotkou. Jednání s Klaudií Tanner, spolkovou ministryní obrany, v budově Akademie obrany a přednesení projevu Our Freedom and Security in a Globalised World. Prezident se setkal taktéž s bývalým ministrem zahraničí Karlem Schwarzenbergem. |            | [ 25 ] [ 26 ]               |
| 10.  | Litva                  | Vilnius                                        | 10.–12. července       | pracovní     | Účast na summitu NATO. Byl doprovázen první dámou Evou Pavlovou. Setkal se též se zástupci Kongresu Spojených států amerických a s Jonasem Gahr Størem, předsedou vlády Norského království. |            | [ 27 ] [ 28 ]               |
| 11.  | Spojené státy americké | New York                                       | 17.–22. září           | pracovní     | Pracovní cesta na 78. zasedání Valného shromáždění Organizace spojených národů v New Yorku. Vstoupil s projevem kritizujícím Rusko za invazi na Ukrajinu. Prezident se zúčastnil bilaterálního setkání s prezidentem Korejské republiky, premiérem Gruzie a předsedou AJC Tedem Deutchem. V průběhu tří dnů se setkal též s jordánským králem Abdaláhem II., Aloisem, dědičným princem lichtenštejnským, podnikatelem Ronaldem S. Lauderem, prezidentem Mongolska Uchnaagijnem Chürelsüchem, premiérem Andorry Xavierem Espotem Zamorou a generálním tajemníkem OSN Antóniem Guterresem. Navštívil také burzu na Wall Street, památník 11. září a české krajany v USA. |            | [ 29 ] [ 30 ] [ 31 ] [ 32 ] |
| 12.  | Belgie, Francie        | Bruggy, Štrasburk                              | 3.–4. října            | pracovní     | Pracovní cesta prezidenta a první dámy na plénum Evropského parlamentu. Petr Pavel vystoupil s projevem na College of Europe a setkal se s bývalou šéfkou evropské diplomacie Federicou Mogherini a bývalým předsedou Evropské rady Hermanem Van Rompuyem. Následující den vystoupil s projevem v Evropském parlamentu a setkal se s generální tajemnicí Rady Evropy Marijou Pejčinović Burić. |            | [ 33 ] [ 34 ] [ 35 ]        |
| 13.  | Itálie                 | Řím, Milán                                     | 27.–29. listopadu      | pracovní     | Setkání s italským prezidentem Sergiem Mattarellou, premiérkou Giorgiou Meloni a zástupci krajanské komunity. Z hlediska bilaterálních vztahů ČR a IT se jednalo o první návštěvu na úrovni hlavy státu od roku 2012. Vystoupení na Česko – italském byznys fóru a poté se setkal s předsedou lombardské vlády Attiliem Fontanou. |            | [ 36 ] [ 37 ]               |
| 14.  | Francie                | Paříž                                          | 20.–21. prosince       | pracovní     | Jednání s francouzským prezidentem Emmanuelem Macronem. |            | [ 38 ] [ 39 ] [ 40 ]        |

## 2024
| Poř. | Země                   | Místo                           | Datum                       | Typ návštěvy | Průběh | Fotografie | Ref.                 |
| ---- | ---------------------- | ------------------------------- | --------------------------- | ------------ | --- | ---------- | -------------------- |
| 15.  | Izrael, Katar          | Jeruzalém, Dauhá                | 15.–17. ledna               | oficiální    | Prezident jednal s prezidentem Izraele Jicchakem Herzogem, předsedou Knesetu Amirem Ochanou a se členem válečného kabinetu a předsedou bloku Národní jednoty Bennym Gacem. Taktéž absolvoval jednání s předsedou vlády Benjaminem Netanjahuem. V Izraeli podepsal Memorandum o porozumění v oblasti kybernetické spolupráce, setkal se s rodinami unesených rukojmí a navštívil Rakouský poutní hospic u Svaté Rodiny v Jeruzalémě. V Kataru jednal s katarským emírem Tamimem bin Hamadem Sáním o roli Kataru v izraelsko–palestinském konfliktu. Setkal se též s místopředsedou vlády a ministrem obrany Khalidem bin Mohammadem Al Attiyahem. Taktéž navštívil tradiční tržiště v Dauhá a setkal se s českými krajany. |            | [ 41 ] [ 42 ] [ 43 ] |
| 16.  | Španělsko              | Malaga, Andalusie               | 5.–11. února                | soukromá     | Soukromá návštěva jihošpanělské Andalusie, kterou prezident projel na motocyklech, např. na teréním motocyklu Honda Africa Twin. |            | [ 44 ]               |
| 17.  | Německo                | Mnichov                         | 16.–17. února               | pracovní     | Účast na Mnichovské bezpečnostní konferenci, jednání s prezidentem Ukrajiny, prezidentem Černé Hory, se Švédským ministrem obrany a se zmocněnkyní USA pro obnovu Ukrajiny. |            | [ 45 ] [ 46 ]        |
| 18.  | Lucembursko            | Lucemburk                       | 28. února – 1. března       | státní       | Státní návštěva prezidenta a první dámy. Prezident jednal s velkovévodou Jindřichem Lucemburským a velkovévodkyní Marií Teresou Lucemburskou. Následně jednal s předsedou poslanecké sněmovny Claudem Wiselerem, předsedou vlády Lucem Friedenem a ministrem zahraničních věcí Xavierem Bettelem. Následující den prezident navštívil NATO Support and Procurement Agency, kde se setkal s českými zaměstnanci. Odpoledne prezident Pavel navštívil Soudní dvůr Evropské unie, Eva Pavlová mezitím zamířila na Fakultu humanitních věd Univerzity Lucemburk. Prezident zahájil business fórum Lucemburské hospodářské komory, na cestu s sebou přivezl přes dvacítku firem v podnikatelské delegaci.                      |            | [ 47 ] [ 48 ]        |
| 19.  | Německo                | Drážďany                        | 15. března                  | pracovní     | Setkání s předsedou vlády Saska Michaelem Kretschmerem, zahájení výstavy o Svatovítském pokladu a návštěva saské továrny na čipy a polovodiče. |            | [ 49 ] [ 50 ]        |
| 20.  | Rwanda                 | Kigali                          | 5.–7. dubna                 | oficiální    | Jednání s prezidentem Paulem Kagamem, účast na vzpomínkové akci k připomenutí třicátého výročí od začátku genocidy ve Rwandě, návštěva nevládních organizací. |            | [ 51 ] [ 52 ]        |
| 21.  | Litva                  | Vilnius                         | 11. dubna                   | pracovní     | Summit iniciativy Trojmoří, setkání s ukrajinským prezidentem Volodomyrem Zelenským, dále několik bilaterálních jednání. Prezident je doprovázen podnikatelskou a akademickou delegací pod záštitou Svazu průmyslu a dopravy. |            | [ 53 ]               |
| 22.  | Jordánsko              | Ammán                           | 27.–29. května              | oficiální    | Setkání s jordánským králem Abdalláhem II., korunním princem Husajnem a dalšími vysokými představiteli země. Delegace s sebou přivezla tunu kojeneckého mléka v prášku pro distribuci ve válkou postiženém pásmu Gazy. Prezident též navštívil dvě nemocnice. Petra Pavla doprovázela podnikatelská a akademická delegace |            | [ 54 ] [ 55 ]        |
| 23.  | Francie                | Trévières, Omaha Beach          | 6. června                   | pracovní     | Ceremonie k výročí 80 let od vylodění v Normandii. |            | [ 56 ]               |
| 24.  | Lotyšsko               | Riga                            | 11.–12. června              | pracovní     | Summit B9 (Bukurešťské devítky), návštěva vojenské základny v Adaži a bilaterální zasedání s lotyšským prezidentem Gitanasem Nausėdou. |            | [ 57 ]               |
| 25.  | Švýcarsko              | Bürgenstock                     | 15.–16. června              | pracovní     | Účast na summitu o míru na Ukrajině |            | [ 58 ] [ 59 ]        |
| 26.  | Spojené státy americké | Washington, D.C. Houston        | 9.–11. července 2024        | pracovní     | Účast na summitu NATO, setkání s vybranými kongresmany, představiteli předních amerických think-tanků, a účast jako jeden z hlavních řečníků NATO Public Fora. Prezident zároveň navštívil Johnsonovo vesmírné středisko, setkal se s českými krajany a s představiteli Národních gard Texasu a Nebrasky. |            | [ 60 ] [ 61 ]        |
| 27.  | Rakousko               | Salcburk                        | 25.–26. července            | pracovní     | Slavnostní zahájení Salcburského festivalu a setkání s prezidentem Alexandrem Van der Bellenem. |            | [ 62 ]               |
| 28.  | Francie                | Paříž                           | 28–29. července             | pracovní     | Slavnostní zahájení XVII. letních paralympijských her v Paříži. Setkání se zástupci Českého paralympijského výboru a s prezidentem Francie Emmanuelem Macronem. |            | [ 63 ]               |
| 29.  | Řecko, Albánie         | Athény, Tirana                  | 2.–13. září                 | soukromá     | Soukromá návštěva Řecka a Albánie, kterou prezident zahájil v Athénách. Prezident poté projel s přáteli na motorkách do Albánie. |            | [ 64 ] [ 65 ]        |
| 30.  | Spojené státy americké | New York, Chicago, Cedar Rapids | 22–28. září                 | pracovní     | Pracovní cesta na 78. zasedání Valného shromáždění Organizace spojených národů v New Yorku. Návštěva zasedání Světového židovského kongresu v New Yorku. Návštěva Chicagské univerzity a setkání s guvernérem státu Illinois J. B. Pritzkerem. Setkání s guvernérkou státu Iowa Kim Reynoldsovou a slavnostní ceremoniál otevření obnoveného Národního česko-slovenského muzea a knihovny spolu se slovenským prezidentem Petrem Pellegrinim v Cedar Rapids. |            | [ 66 ]               |
| 31.  | Švýcarsko              | Bern                            | 5–7. listopadu              | státní       | Státní návštěva na pozvání švýcarské prezidentky Violy Amherdové. |            | [ 67 ]               |
| 32.  | Austrálie              | Sydney, Canberra, Adelaide      | 24. listopadu – 1. prosince | pracovní     | Pracovní cesta po Austrálii. Setkání s australským premiérem s premiérem Anthonym Albanesem a generální guvernérkou Sam Mostyn. Setkání s krajany. |            | [ 68 ] [ 69 ]        |
| 33.  | Nový Zéland            | Auckland, Wellington            | 1.–5. prosince              | oficiální    | Oficiální návštěva Nového Zélandu. Setkání s novozélandským premiérem Christopherem Luxonem, ministryní obrany Judith Collins nebo s generální guvernérkou Cindy Kiro. Setkání s krajany. |            | [ 70 ] [ 71 ]        |
| 34.  | Polsko                 | Visla                           | 16. prosince                | pracovní     | Prezident se zúčastnil zasední prezidentů Visegrádské skupiny v polském městě Visla. |            | [ 72 ]               |

## 2025
| Poř. | Země                            | Místo                           | Datum                | Typ návštěvy | Průběh | Fotografie | Ref.          |
| ---- | ------------------------------- | ------------------------------- | -------------------- | ------------ | --- | ---------- | ------------- |
| 35.  | Saúdská Arábie                  | Biša                            | 1.–5. ledna          | soukromá     | Soukromá návštěva českých reprezentantů na Rallye Dakar. Slavnostní oběd se saúdským princem Muhammadem bin Salmánem. |            | [ 73 ]        |
| 36.  | Černá Hora, Bosna a Hercegovina | Podgorica, Sarajevo             | 21.–24. ledna        | oficiální    | Setkání s černohorským prezidentem Jakovem Milatovićem, místopředsedou vlády Filipem Ivanovićem, navštívil Fakultu pro černohorský jazyk a literaturu v Cetinje nebo vládní centrum pro kybernetickou bezpečnost. Setkal se též s bosenským předsednictvem a vládní delegací.                                             |            | [ 74 ] [ 75 ] |
| 37.  | Polsko                          | Osvětim                         | 27. ledna            | pracovní     | Prezident republiky se zúčastnil vzpomínkového ceremoniálu 80. výročí osvobození koncentračního tábora v Auschwitz. |            | [ 76 ]        |
| 38.  | Španělsko                       | Malaga, Andalusie               | 29. ledna – 6. února | soukromá     | Soukromá návštěva jihošpanělské Andalusie, kterou prezident projel na motocyklech, např. na teréním motocyklu Honda Africa Twin. |            | [ 77 ]        |
| 39.  | Francie                         | Paříž                           | 10. – 11. února      | pracovní     | Účast na summitu umělé inteligence mezinárodní organizace Project Syndicate v Grand Palais v Paříži. Plenární zasedání hlav států v Elysejském paláci. |            | [ 78 ]        |
| 40.  | Německo                         | Mnichov                         | 14.–15. února        | pracovní     | Účast na jednání Mnichovské bezpečnostní konference. |            | [ 79 ]        |
| 41.  | Moldavsko                       | Kišiněv                         | 20. března           | oficiální    | Oficiální návštěva na pozvání prezidentky Maji Sanduové. |            | [ 80 ]        |
| 42.  | Ukrajina                        | Oděsa, Kyjev, Moščun            | 20.–21. března       | pracovní     | Jednání s prezidentem Volodymyrem Zelenským a premiérem Denysem Šmyhalem, uctění padlých ukrajinských vojáků. |            | [ 81 ]        |
| 43.  | Mauritánie, Ghana               | Nuakšott, Akkra                 | 6.–10. dubna         | oficiální    | Setkání s mauritánským prezidentem Muhammadem uld Ghazuáním, českými vojáky a zástupci Úřadu Vysokého komisaře OSN pro uprchlíky, návštěva mauritánského Národního muzea. Setkání s ghanským prezidentem Johnem Darmanim Mahamou, účast na slavnostním otevření Českého domu.                                             |            | [ 82 ]        |
| 44.  | Polsko                          | Varšava                         | 28. - 29. dubna      | pracovní     | Návštěva summitu Iniciativy Trojmoří spojující třináct států střední a východní Evropy |            |               |
| 45.  | Belgie                          | Brusel                          | 19. - 21. května     | pracovní     | Návštěva institucí Evropské unie sídlících v Belgii. Jednání s předsedou Evropské rady Antóniem Costou, předsedkyní Evropského parlamentu Robertou Metsolou a předsedkyní Evropské komise Ursulou von der Leyen |            |               |
| 46.  | Litva                           | Vilnius                         | 2. června            | pracovní     | Summit Bukurešťské devítky a severských států ve Vilniusu před summitem NATO |            |               |
| 47.  | Belgie                          | Haag                            | 24. - 25. června     | pracovní     | Summit NATO |            |               |
| 48.  | Německo                         | Berlín                          | 9. července          | pracovní     | Společně s prezidentem spolkové republiky Německo Steinmeierem se prezident zúčastnil vyhlášení vítězů soutěže pro české a německé studenty připomínající 80. výročí konce druhé světové války. Pietní akt u Památníku Plötzensee a diskusní oběd, pořádaný Körber Stiftung, společně s generálním tajemníkem NATO Ruttem |            |               |
| 49.  | Itálie                          | Řím                             | 10. července         | pracovní     | Vystoupení na Mezinárodní konferenci pro obnovu Ukrajiny |            |               |
| 50.  | Japonsko                        | Ósaka, Humedži, Hirošima, Tokio | 23.- 25. července    | oficiální    | |            |               |